# Graphomya rossi
Graphomya rossi är en tvåvingeart som beskrevs av Zielke 1974. Graphomya rossi ingår i släktet Graphomya och familjen husflugor.
Artens utbredningsområde är Madagaskar. Inga underarter finns listade i Catalogue of Life.